# Dudaica
Drosophila là một phân chi của chi Drosophila, và có 2 loài, Drosophila malayana (Takada, 1976) và Drosophila senilis Duda, 1926.

## Hình ảnh

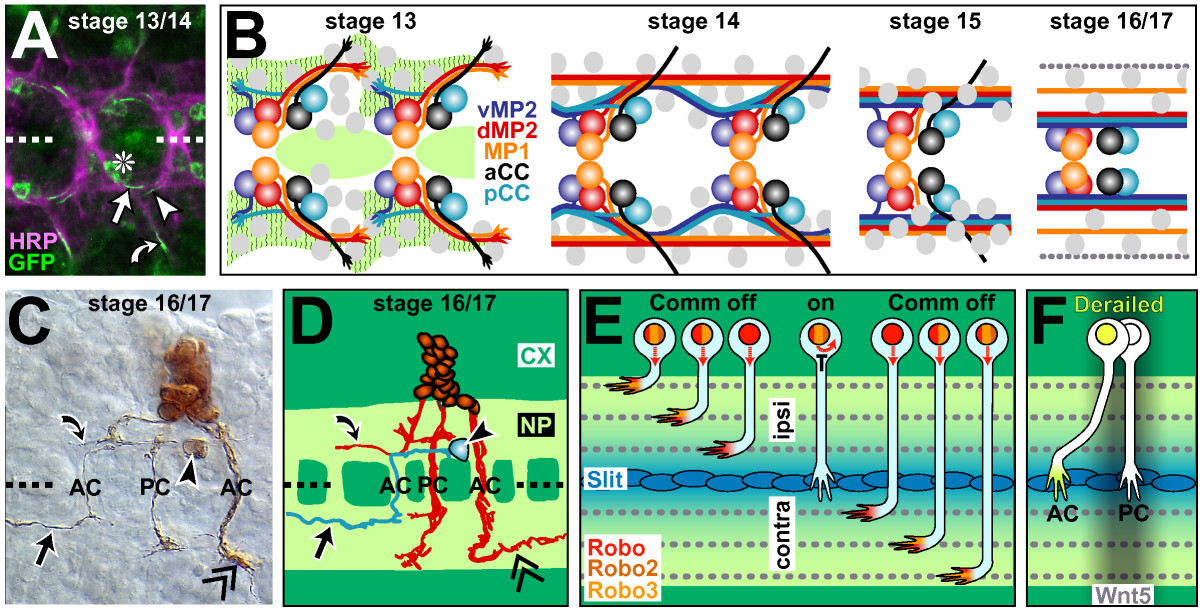
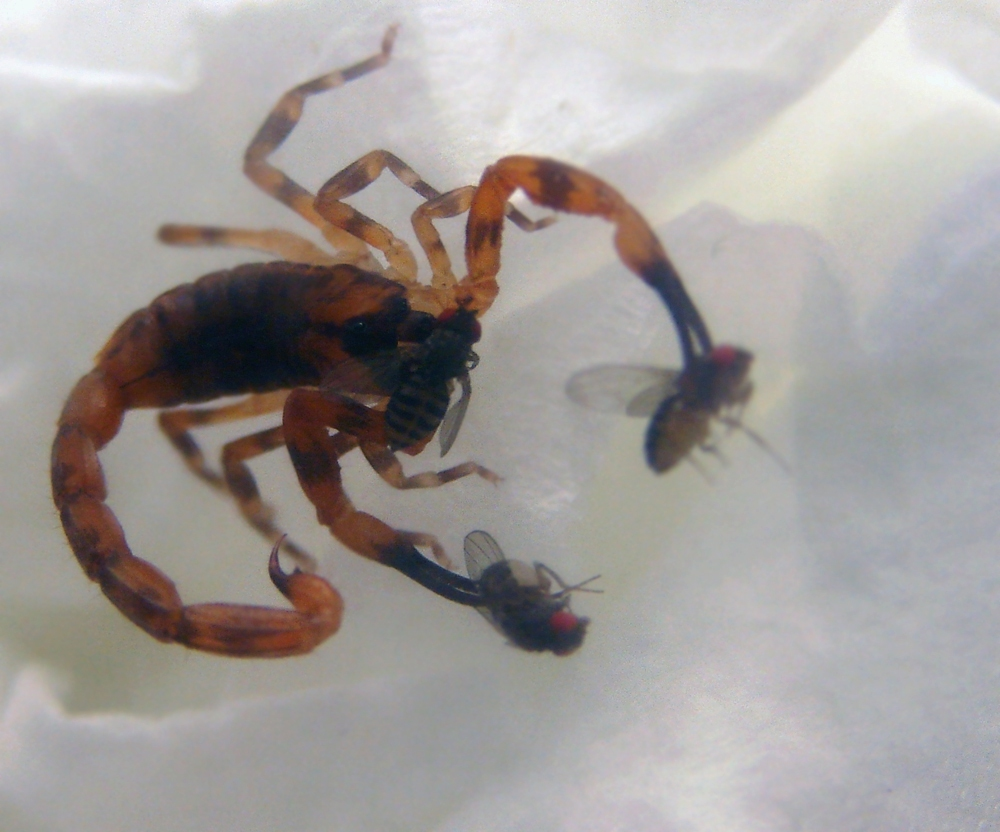
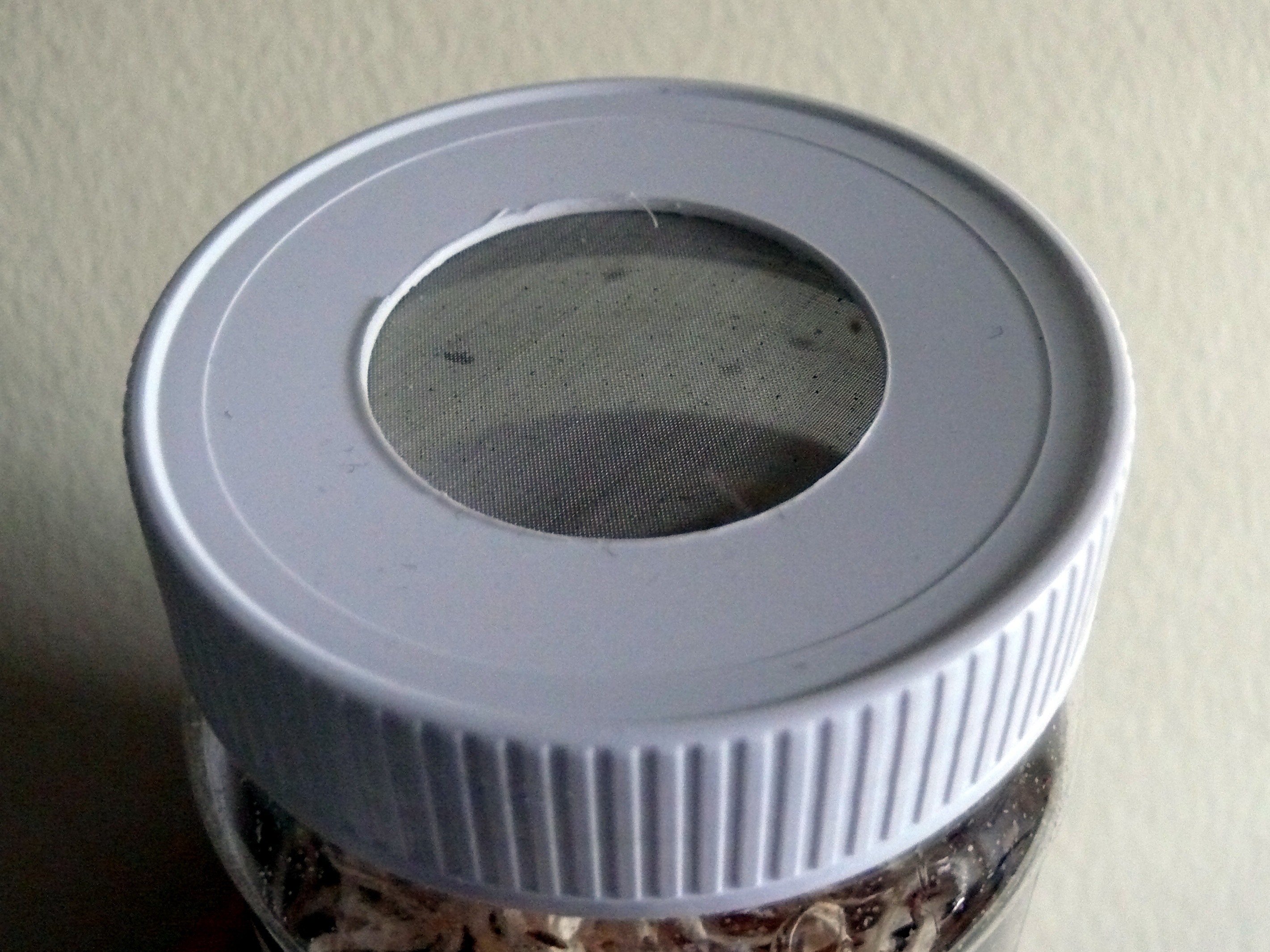